# Pininfarina Battista
El Pininfarina Battista es un automóvil superdeportivo eléctrico, fabricado por Automobili Pininfarina GmbH con sede en Múnich, Alemania, empresa con raíces en la firma italiana de diseño de automóviles y carrocero Pininfarina. El nombre Battista es un homenaje al fundador de Pininfarina: Battista "Pinin" Farina. Fue presentado públicamente en el Salón del Automóvil de Ginebra de 2019.

## Especificaciones y características
Funciona con una batería de 120 kWh (432 megajulios) suministrada por Rimac Automobili. Está equipado con cuatro motores eléctricos individuales colocados uno en cada rueda, con una potencia de salida combinada de 1900 HP (1926 CV; 1417 kW) y 2300 N·m (1696 lb·pie) de par máximo.
Su chasis monocasco de fibra de carbono está reforzado con estructuras de impacto de aluminio en las partes delantera y trasera. La mayoría de los paneles de la carrocería también están construidos con el mismo material, lo que resulta en un bajo peso. Sus rines son de 21 pulgadas (53,3 cm), con neumáticos Pirelli P Zero Corsa.
Su sistema de suspensión ajustable está diseñado para brindar la máxima comodidad en ruta. Dispone de cinco modos de conducción, que permiten ajustar la potencia generada por el tren motriz. Tiene frenos de disco carbono-cerámicos firmados por Brembo, que miden 390 mm (15,4 pulgadas) en la parte delantera y trasera, equipado con pinzas de seis pistones delanteros y traseros. El alerón trasero móvil actúa como un freno de aire para mejorar la potencia de frenado.
Las puertas diédricas se levantan para revelar un interior equipado con tres pantallas, que se puede personalizar según las especificaciones del cliente. Un volante de fibra de carbono está flanqueado por dos pantallas grandes a cada lado, que muestran los datos vitales del vehículo. El interior está tapizado en piel. El fabricante afirma que genera el sonido de conducción de la cabina utilizando su diseño acústico.
La batería tiene forma de T y está colocada de tal manera que se encuentra en el túnel central y detrás de los asientos. Una vez que está completamente cargada, le permite que tenga una autonomía de 450 km (280 millas).

## Rendimiento
Se ha publicado que acelera desde 0 a 100 km/h (0 a 62 mph) en aproximadamente 2 segundos, de 0 a 200 km/h (0 a 124 mph) en menos de 6 segundos, de 0 a 300 km/h (0 a 186 mph) en menos de 12 segundos y puede alcanzar una velocidad máxima superior a los 350 km/h (217 mph).

## Producción
Su producción se limitará a 150 unidades y comenzaría en 2020. Las unidades se distribuirían por igual entre los posibles compradores de América del Norte, Europa, Asia y Oriente Medio. Cada automóvil es construido a mano en las instalaciones dedicadas de Pininfarina ubicadas en Cambiano, Italia. El 40% de su producción ya estaba reservada antes de su presentación.
En junio de 2019, Automobili Pininfarina presentó una versión revisada del Battista en Turín, Italia. Los nuevos elementos de diseño van surgiendo a medida que el modelo avanza a través de su programa de puesta en producción, hacia las etapas de simulación, túnel de viento y desarrollo final. Los cambios realizados en el diseño incluyen un frontal más agresivo y espejos retrovisores revisados, con puntos de entronque similares a los del Ferrari LaFerrari.

### Battista Anniversario

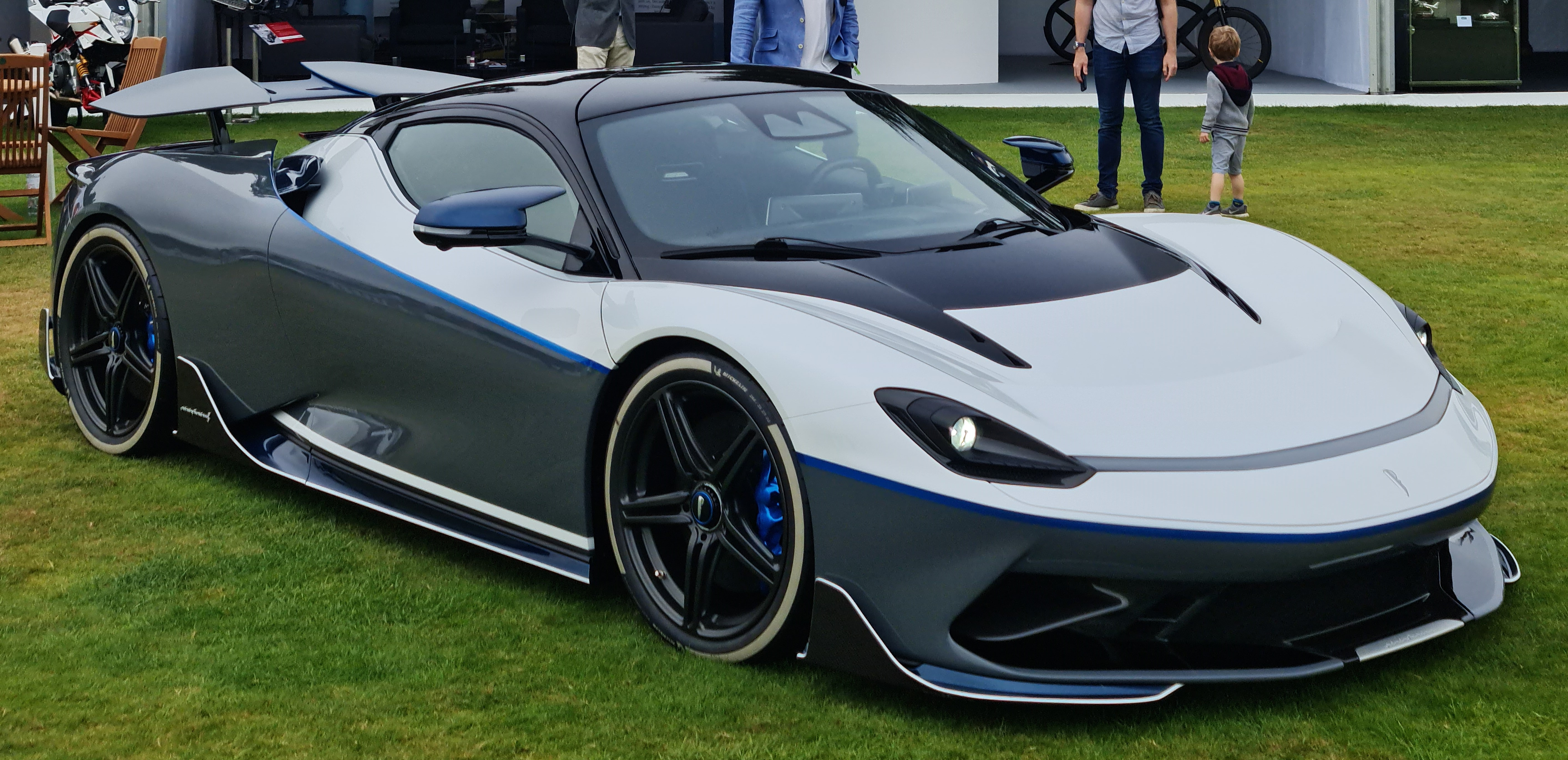
Battista Anniversario.

Es una variante que se presentó para celebrar el 90.° aniversario, que es fabricado de manera artesanal en Cambiano, Turín, justamente donde la marca tiene su sede y centro de diseño. Serían fabricadas solamente cinco unidades en todo el mundo, que se entregarían a finales de 2020.

"Durante 90 años, el nombre Pininfarina ha estado a la vanguardia del diseño y el rendimiento automotriz, y Battista encapsula perfectamente estos valores. Esta última expresión de Battista, el Anniversario, es la destilación de todo lo que la marca ha sido sinónimo en el pasado y lo que ahora buscamos en el futuro, creando un nuevo pináculo de conveniencia para autos eléctricos sostenibles y lujosos…"
dijo: Michael Perschke, director ejecutivo de Automobili Pininfarina.

Se ofrece en tonos muy especiales: Bianco Sestriere (blanco), Grigio Antonelliano (gris plata) e Icónica Blu (azul). Para lograr el acabo final y combinación de tonos en la carrocería, el tiempo que tardan los artesanos es de varias semanas, construyendo el acabado capa por capa y color por color, todo a mano. La carrocería se desmonta y se vuelve a montar tres veces para que las rayas de los tres colores se puedan pintar a mano directamente sobre esta.
Está equipado con un paquete especial que permite distinguir entre cualquier modelo Battista. Además, cuenta con un divisor frontal de fibra de carbono, cuchillas laterales y difusor trasero, exclusivamente para este Anniversario. También ofrece una mayor carga aerodinámica y mayor estabilidad a velocidades de giro más altas. Adicionalmente, se ha logrado una reducción de peso importante de casi 10 kg (22 libras), gracias al nuevo diseño de los rines de aluminio forjado y los neumáticos traseros crecieron de 20 a 21 pulgadas (50,8 a 53,3 cm), junto con rines monotuerca de seguridad central de cinco radios dobles, orientados 100% al alto rendimiento. En cuanto a su desempeño mantiene lo mismo que la versión original.
En su interior presenta asientos diseñados exclusivamente para esta versión, con acabados en piel y Alcantara. Como distintivo tiene una placa con el nombre de la edición que señala que se trata de un modelo único en el mundo.
Recibe una nueva carrocería con el "Furiosa Package", donde destaca el enorme alerón trasero de dos piezas y apéndices aerodinámicos de fibra de carbono repartidos a lo largo de esta, además de un splitter delantero y taloneras. Puede recorrer más de 500 km (311 millas) entre recargas, según el fabricante. También incluye, entre otros componentes, una serie de finos elementos que permiten mejorar la aerodinámica, siendo 2,5 cm (1 pulgadas) más ancho, producto del nuevo trabajo aerodinámico. La firma perteneciente al holding indio Mahindra & Mahindra Limited, indica que ha recibido mejoras aerodinámicas que lo hacen todavía mejor, además de una apariencia más exclusiva. En esta edición todos están pintados en azul Icónica.

### Battista Edizione Nino Farina

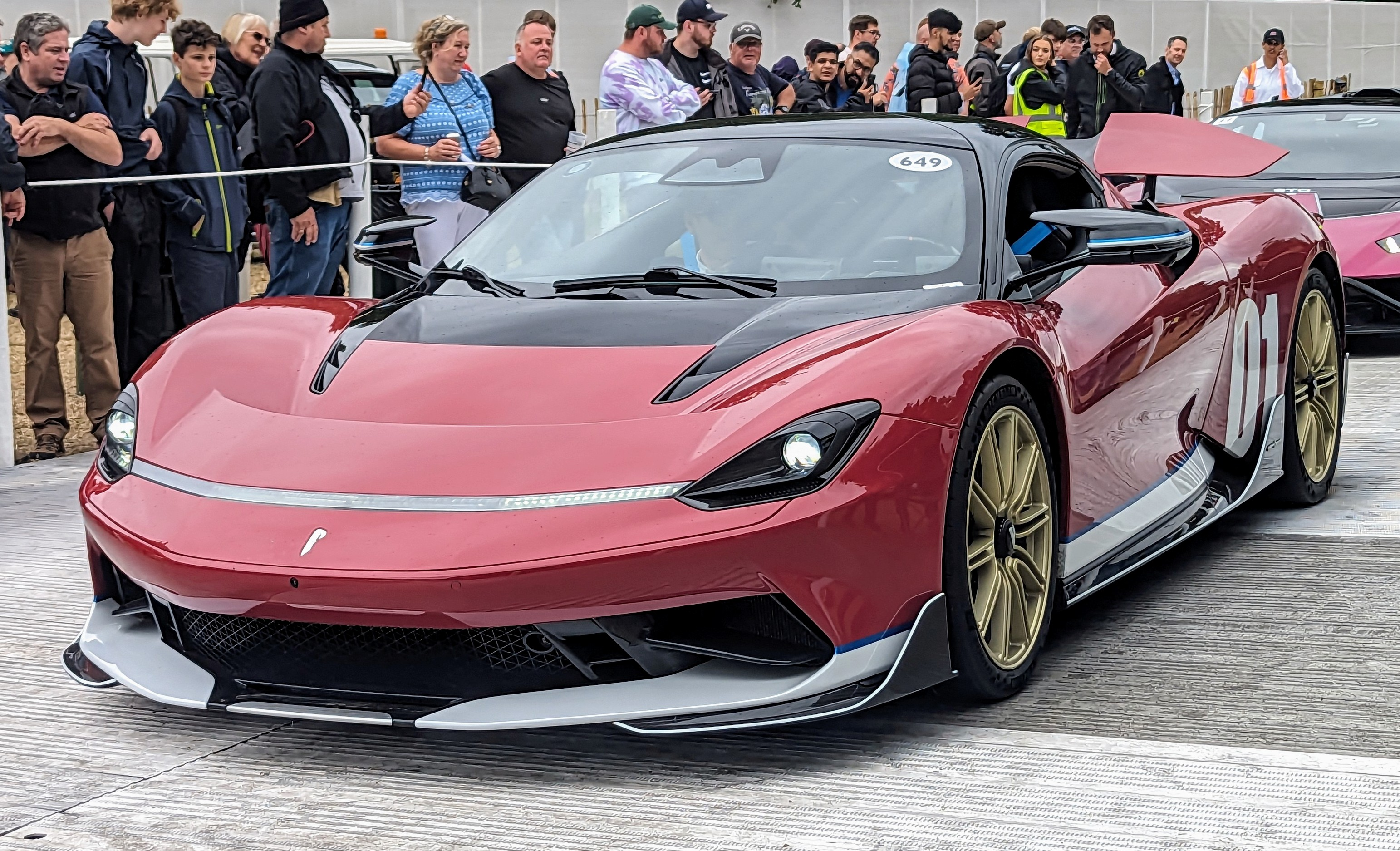
Edizione Nino Farina de 2023 en Westhampnett, Chichester, Reino Unido.

Es una edición especial exclusiva de su superdeportivo eléctrico de cero emisiones, limitada a solamente cinco unidades, que rinde homenaje a Nino Farina, el primer campeón del mundo de Fórmula 1 inaugural de la FIA en 1950, con un Alfa Romeo. Nino Farina era sobrino de Battista Farina, el fundador de Pininfarina y la persona de la que el superdeportivo eléctrico toma su nombre.
Sería presentado en el Festival de la Velocidad de Goodwood de 2023 durante la segunda semana de julio de ese mismo año.
Este coche destaca por sus tonos de color especial, tales como: el Rosso Niro (rojo) para la carrocería, detalles de Bianco Sestriere (blanco) e Iconia Blu (azul). El techo es de color negro con elementos de fibra de carbono, así como las carcasas de los retrovisores, las taloneras y diversos aletines aerodinámicos. El modelo cuenta con rines dorados fabricados a la medida específicamente para este modelo, en diseño de diez radios dobles y gráficos con el dorsal #01 en los laterales. Su interior incluye asientos tapizados en cuero siendo de color negro el del piloto, mientras que el del pasajero es beige, ambos con distintivos especiales.
En cuanto a su rendimiento no hay ningún cambio, ya que conserva el mismo sistema eléctrico con más de 1900 HP (1926 CV; 1417 kW). Todas las unidades fabricadas llevan una placa especial que conmemora un gran momento en la vida de Farina. Puede cubrir un rango de aproximadamente 475 km (295 millas) con una carga completa.